# Pathwaydesign
Pathwaydesign (auch metabolic engineering) ist eine Methode der Biochemie, bei der die Stoffwechselwege durch Proteindesign geändert werden. Das Pathwaydesign ist eine Form des rationalen Designs.

## Eigenschaften
Beim Pathwaydesign werden durch Proteindesign bestehende Enzyme so verändert, dass auch das Substrat oder das Produkt geändert wird. Ebenso können durch Ergänzung des Genoms mit Genen von Enzymen neue Enzyme in einen Organismus eingeführt werden, bei Bakterien erfolgt dies meistens mit einem Plasmid. Dadurch können neue Stoffwechselwege in einem Organismus konstruiert werden, oder bestehende modifiziert, z. B. zur Vermeidung von Metabolitenschaden. Durch modulares Vorgehen kann der Entwicklungsprozess beschleunigt werden.
Selenzyme ist eine Onlinedatenbank zur Auswahl von Enzymen beim Pathwaydesign.